# Saison 2001-2002 du Biarritz olympique
La saison 2001-2002 du Biarritz olympique est la quatre-vingtième saison du club en première division du championnat de France depuis sa création, la sixième consécutive dans l'élite du rugby à XV français. Le club dispute la deuxième Heineken Cup de son histoire.
Le BO remporte le Bouclier de Brennus pour la première fois depuis 1939 et dispute la finale de la Coupe de la Ligue. En Coupe d’Europe, il est éliminé en phase de poule.
L'équipe évolue sous les directives de Patrice Lagisquet et Laurent Rodriguez pour la quatrième saison consécutive. 

## Avant-saison

### Objectifs du club
Lors de l'exercice précédent, le Biarritz Olympique a atteint les demi-finales du championnat pour la première fois depuis la saison 1991-1992, tombant contre l'AS Montferrand à Lyon. En Heineken Cup, il a disputé les quarts de finale de la compétition pour sa première participation à l'épreuve, battu par le Munster à Limerick.
Le club ambitionne d'atteindre la finale du championnat et les phases finales de Coupe d'Europe.

### Transferts estivaux
Avec un budget prévisionnel de 5,3 millions d'euros, soit le troisième budget de sa poule derrière Toulouse (10,2 millions d'euros) et Béziers (6 millions d'euros) et à égalité avec le Stade français, le club souhaite continuer à renforcer un effectif qui a donné satisfaction la saison précédente. Pour compenser notamment les départs de Sébastien Bonetti, Nicolas Couttet et Frano Botica, trois éléments majeurs, le BO met la priorité sur les lignes arrières en recrutant deux internationaux (Nicolas Brusque de Pau et le vainqueur de la Coupe du monde 1999 Joe Roff des ACT Brumbies) et des espoirs prometteurs (Guillaume Boussès et Joseph Ilharreguy en provenance de Toulouse et Jean-Emmanuel Cassin de Toulouse XIII). Devant, l’effectif est stable : Noël Curnier remplace Vincent Chamboulive tandis que Thomas Soucaze renforce la troisième ligne.
Le BO peut également compter sur plusieurs joueurs espoirs intégrant les entraînements de l’équipe première, dont notamment Julien Saubade et Laurent Diaz.

#### Arrivées
- Noël Curnier, talonneur (CA Brive)
- Pavel Stastny, deuxième ligne (République tchèque)
- Bertrand Aurignac, deuxième ligne (Section paloise)
- Thomas Soucaze, troisième ligne centre (Section paloise)
- Joseph Ilharreguy, demi de mêlée (Stade toulousain)
- Laurent Lageyre, demi d'ouverture (US Tours)
- Joe Roff, centre (ACT Brumbies)
- Guillaume Boussès, centre (Stade toulousain)
- Jean-Emmanuel Cassin, centre (Toulouse XIII)
- Nicolas Brusque, arrière (Section paloise)

#### Départs
- Nicolas Drogon, talonneur (Anglet ORC)
- Vincent Chamboulive, talonneur (CS Bourgoin-Jallieu)
- Mickaël Lefèvre, deuxième ligne (US Montauban)
- Nicolas Nieucel, troisième ligne (SU Agen)
- Eric Darritchon, demi de mêlée (US Garazi)
- Lionel Frison, demi de mêlée (Saint-Jean-de-Luz olympique)
- Frano Botica, demi d'ouverture (US Tours)
- Sébastien Bonetti, centre (AS Béziers)
- Nicolas Couttet, centre (USA Perpignan)
- Dominique Gueraçague, centre (Aviron bayonnais)
- Beñat Daguerre, centre (Aviron bayonnais)
- Younès Derraz, ailier (Section paloise)
- Cédric Dufau, ailier (US Tyrosse)
- Glen Osborne, arrière (North Harbour)

### Préparation de la saison
En marge de la préparation physique, le BO participe au traditionnel tournoi annuel de rugbeach d'Ilbarritz le 28 juillet, envoyant notamment Christophe Milhères, Olivier Roumat et Didier Chouchan. 
Le club dispute cinq matchs amicaux pendant le mois d'août. Il débute par deux victoires confortables contre des équipes de deuxième division, le Stade montois et l’US Tyrosse, puis participe au Challenge Armand Vaquerin. Battu d'un point par Béziers en demi-finale, le BO remporte la petite finale contre Colomiers deux jours plus tard. Enfin, deux semaines avant la reprise du championnat, il s’impose contre la Section paloise dans un match heurté (trois jaunes et un rouge). 

## Saison régulière

### Championnat

#### Un début en fanfare - Journées 1 à 3
Le calendrier prévoit trois rencontres avant une première parenthèse européenne. Le BO affronte d’emblée deux favoris de la compétition, le Stade français puis le champion en titre toulousain. Joe Roff, star du recrutement estival, est présenté au public pour la première journée, pour laquelle les Biarrots s’imposent face aux Parisiens 22 à 6, grâce notamment aux premiers essais de Nicolas Brusque et Guillaume Boussès sous leurs nouvelles couleurs. A Toulouse, Roff fait ses débuts et participe à une victoire de prestige 30 à 24 malgré une double infériorité numérique en début de deuxième période : le BO marque les esprits. Le match est terni par la grave blessure de Clément Poitrenaud, projeté contre les panneaux publicitaires par Sotele Puleoto. Le Stade toulousain porte réclamation mais le pilier biarrot est blanchi par la Commission de discipline de la Ligue. Contre le Stade rochelais, le BO confirme sa place de leader et ses ambitions en s’imposant largement par 40 à 15 avec notamment trois essais inscrits.

#### Champions d’automne - Journées 4 à 7
Après la déception de la parenthèse européenne (une défaite et un nul), le BO est revanchard et retrouve le goût de la victoire en championnat : bien que privé de son buteur Stuart Legg, il s’impose largement à Dax avec six essais inscrits (50 à 14) dont cinq par ses arrières (doublé d'Isaac) puis face à Colomiers, concurrent direct à la qualification, sur le score de 26 à 16, grâce notamment à ses flèches Brusque et Bernat-Salles (un essai chacun).
Après près d’un mois et demi de pause pour laisser place à la Heineken Cup et à la Coupe de la Ligue, le Top 16 reprend le 1er décembre avec un choc attendu : le BO s’impose à l’arraché à Béziers sur la pelouse de son dauphin (20 à 18), sauvé par un échec sur pénalité du buteur biterrois Richard Dourthe en fin de match. Nicolas Brusque, auteur d'un doublé en l'espace de cinq minutes, confirme sa grande forme. Leur place de leader consolidée, les Biarrots terminent la phase aller par une victoire confortable face à Montauban 37 à 10 (quatre essais inscrits dont un doublé de Didier Chouchan), terminant ainsi champions d’automne et seule équipe invaincue avec quatre points d’avance sur Toulouse.

#### Fin de l’invincibilité - Journées 8 à 11
Le premier match de la phase retour contre le Stade français est annulé pour cause de pelouse gelée à Jean Bouin alors que les joueurs terminent leur échauffement : le match est reporté en février 2002. Le jeudi suivant et pour la dernière rencontre de l'année 2001, un Stade toulousain remonté et emmené par un Michalak auteur de tous les points de son équipe prend sa revanche du match aller en faisant tomber le BO pour la première fois en championnat (13 à 9) par une température négative (la pelouse a été bâchée toute la semaine). Le Top 16 reprend ses droits mi-janvier et les Biarrots rattrapent leur faux pas en étouffant le Stade rochelais 27 à 14 à Marcel Deflandre grâce à une première période flamboyante (27 à 0 à la pause). 
Après un intermède en Coupe de la Ligue, le BO se rend à Paris un mercredi soir pour disputer son match en retard contre le Stade français : battu 13 à 9, les Biarrots conservent la tête mais n'ont plus que deux points d'avance sur leurs dauphins biterrois et toulousains. Quatre jours plus tard, la réception de la lanterne rouge dacquoise ne permet pas de dissiper les doutes : malgré 5 essais inscrits (dont un doublé de Bernat-Salles), le BO rend une copie brouillonne avec trois essais encaissés et une première mi-temps décevante (victoire 37-27). 
A trois journées de la fin de la phase aller, les Biarrots ne lâchent pas leur place de leader mais ne sont plus à l'abri d'un retour de leurs concurrents.

#### Play-offs et Coupe d’Europe assurés - Journées 12 à 14
Le match de reprise au stade du Sélery sur la pelouse du premier non qualifié columérin est décisif, mais le BO est battu d'un point dans des conditions météorologiques difficiles par une pénalité de Laurent Marticorena à 2 minutes du terme (12-11). Béziers, son futur adversaire, et Toulouse en profitent pour revenir à égalité au classement.
Le 9 mars, l'ASBH vient à Aguiléra pour tenter de ravir la place de leader au BO, mais les rouges et blancs sont intraitables et inscrivent quatre essais pour une victoire sans appel 32 à 17. Désormais, seul Toulouse peut contester la suprématie biarrote lors de la dernière journée, mais le BO s'impose facilement à Sapiac en déroulant son jeu en première période (quatre essais inscrits, victoire 35 à 22).
Avec onze victoires et trois défaites, le BO a occupé la première place de sa poule de la première à la dernière journée et est ainsi assuré de disputer la Heineken Cup la saison suivante. Dans l'autre poule, Perpignan affiche le même bilan, terminant premier devant Agen, Montferrand et Bourgoin.

### Classement de la première phase
Le Biarritz olympique termine la première phase à la première place avec 36 points, soit huit de plus que le premier non qualifié, Colomiers. Avec une défaite à domicile pour cinq victoires à l’extérieur, il présente un bilan positif de +8 au classement britannique.
Le BO présente la deuxième attaque du championnat avec 385 points inscrits (seul Perpignan fait mieux avec 413 points) et la meilleure défense avec 221 points encaissés.
| Rang | Club                 | J  | V  | N | D  | Pm  | Pe  | Diff | Pts |
| ---- | -------------------- | -- | -- | - | -- | --- | --- | ---- | --- |
| 1    | Biarritz olympique   | 14 | 11 | 0 | 3  | 385 | 221 | +164 | 36  |
| 2    | Stade toulousain (T) | 14 | 10 | 0 | 4  | 346 | 272 | +74  | 34  |
| 3    | AS Béziers           | 14 | 9  | 0 | 5  | 366 | 285 | +81  | 32  |
| 4    | Stade français Paris | 14 | 9  | 0 | 5  | 315 | 244 | +71  | 32  |
| 5    | Colomiers Rugby      | 14 | 7  | 0 | 7  | 306 | 337 | -31  | 28  |
| 6    | US Montauban (P)     | 14 | 5  | 0 | 9  | 258 | 365 | -107 | 24  |
| 7    | Stade rochelais      | 14 | 3  | 0 | 11 | 259 | 350 | -91  | 20  |
| 8    | US Dax               | 14 | 2  | 0 | 12 | 250 | 411 | -161 | 18  |

|  | Qualifié pour la seconde phase de poule et pour l'édition 2002-2003 de la Heineken Cup (#1).                                                                                 |
|  | Qualifiés pour les play-offs (#2, #3, #4). |
|  | Reversés en play-downs (#5, #6, #7, #8). |
|  | T : Tenant 2001 • P : Promu 2001 V : Victoires • N : Matches Nuls • D : Défaites • PP : Points Pour (marqués) • PC : Points Contre (encaissés) • Diff : Différence de points |

Attribution des points : victoire : 3, match nul : 1, défaite : 0.

#### Play-offs - Journées 1 à 6
Le Top 16 renoue avec la formule de play-offs avec la constitution de deux poules de quatre équipes. Le BO partage la poule 2 avec Agen et Bourgoin, respectivement 2e et 4e de leur poule lors de la première phase, et retrouve le Stade français.
Favoris au vu des résultats de la phase qualificative, Biarritz et Agen s'affrontent d'emblée à Aguiléra, qui affiche complet pour la première fois de la saison. Contre le cours du jeu, le BO s'impose 28 à 23 et prend la tête de la poule.
La deuxième journée se déroule sous la pluie dans un stade Pierre-Rajon comble. Le match est accroché mais Joe Roff fait la différence en inscrivant tous les points de son équipe dont le seul essai du match, contre deux pénalités et deux drops d’Alexandre Péclier (victoire 16 à 12).
Le Stade français compte deux défaites et n'a plus le droit à l'erreur avant la double confrontation avec le BO. A l'aller, Roff inscrit son deuxième essai en deux matchs mais les Parisiens arrachent le match nul grâce à Franck Comba dans les arrêts de jeu (20-20). Une semaine plus tard, le BO annihile les derniers espoirs stadistes avec deux essais de Bidabé et Isaac contre six coups de pied de Dominguez (24 à 18).
A Agen, les Lot-et-Garonnais prennent leur revanche sur le BO grâce à huit pénalités de Gelez et Lamaison contre deux essais tardifs de Chouchan et Puleoto (24 à 17). Les Biarrots sont toujours premiers et assurés de se qualifier grâce au match nul entre Bourgoin et le Stade français dans le même temps. Pour leur dernier match à Aguiléra, ils offrent un festival offensif à leur public avec cinq essais et une large victoire 48 à 25.
Comme lors de la première phase, Biarritz a occupé la place de leader du début à la fin et se qualifie pour les demi-finales de la compétition pour la deuxième saison consécutive.
| Rang | Club                 | J | V | N | D | Pm  | Pe  | Diff | Pts |
| ---- | -------------------- | - | - | - | - | --- | --- | ---- | --- |
| 1    | Biarritz olympique   | 6 | 4 | 1 | 1 | 153 | 122 | +31  | 15  |
| 2    | SU Agen              | 6 | 3 | 1 | 2 | 163 | 116 | +47  | 13  |
| 3    | CS Bourgoin-Jallieu  | 6 | 2 | 1 | 3 | 127 | 179 | -52  | 11  |
| 4    | Stade français Paris | 6 | 0 | 3 | 3 | 133 | 159 | -26  | 9   |

|  | Qualifiés pour les demi-finales et la Coupe d'Europe 2002-2003 (#1, #2). |
|  | Qualifiés pour la Coupe d'Europe 2002-2003 (#3). |
|  | V : Victoires • N : Matches Nuls • D : Défaites • PP : Points Pour (marqués) • PC : Points Contre (encaissés) • Diff : Différence de points Sur décision de l'ERC, le SU Agen ne pourra pas prendre part à la Coupe d'Europe 2002-2003 et sera remplacé par l'AS Béziers. |

#### Phases finales
Les demi-finales opposent le BO à l'AS Montferrand au stade Lescure de Bordeaux et le SU Agen au Stade toulousain.
Dominateurs et réalistes, les Biarrots inscrivent un premier essai par Peyrelongue et virent en tête à la pause (11 à 6). Le score reste serré mais le BO finit par se détacher sur deux interceptions de Bidabé et Roff (victoire 31 à 12). Le club gagne le droit de disputer sa première finale depuis l'échec de 1992 au Parc des Princes.
Dans l'autre demi-finale, Agen se défait de Toulouse 21 à 15.
Les deux équipes se retrouvent pour la troisième fois de la saison après leur double confrontation en play-offs (une victoire partout) et s'affrontent pour la première fois de leur histoire à ce stade de la compétition. L'engouement dans le Sud Ouest est immense (des trains spéciaux sont affrétés depuis Agen et Biarritz) et le record du nombre de spectateurs (78 457) pour une finale est battu pour l'occasion.
Les Agenais dominent le début de rencontre et mènent rapidement 10 à 0 grâce notamment à un essai de Mathieu Barrau après une mêlée récupérée sur introduction biarrote, mais les Basques réagissent par l'intermédiaire de Bernat-Salles qui inscrit son neuvième essai de la saison sur un ballon de récupération. Le match se résume ensuite à un duel de buteurs entre Gelez et Lamaison d'un côté et Roff de l'autre. A la dernière minute de la rencontre, le SUA parvient à égaliser sur pénalité après une faute de Roumat, poussant les deux équipes en prolongations. Gelez frappe le premier en prolongations, puis Roff égalise à trois minutes du terme. Tandis que les deux équipes semblent se diriger vers une séance de tirs au but, le BO parvient à revenir dans le camp adverse et Laurent Mazas, servi par Stuart Legg, passe le drop de la victoire sur la dernière action du match des 22 mètres en face. Le BO s'impose 25 à 22.
De retour à Biarritz, les joueurs sont fêtés par des milliers de personnes depuis un bus à impériale puis sur l'esplanade du Casino et au stade Aguiléra.

### Coupe d’Europe
Dans la poule 3, le BO hérite d'un groupe relevé avec trois équipes britanniques :
- Bath, vainqueur de la compétition en 1998 et finaliste du Championnat anglais en 2001, qui compte dans son effectif un grand nombre de joueurs confirmés (Iain Balshaw, Mike Catt, Mike Tindall, Danny Grewcock, Steve Borthwick, Matt Perry, Kevin Maggs, Tom Voyce, Gavin Thomas).
- Swansea RFC, emmené par les internationaux gallois Scott Gibbs, Colin Charvis, Darren Morris, Arwel Thomas, l'ancien parisien Brian Lima et le prometteur Gavin Henson.
- les Reivers d'Édimbourg et ses internationaux écossais Chris Paterson, Duncan Hodge, Simon Taylor et Graeme Burns.

Pour le choc entre les deux favoris de la poule lors de la première journée, Bath prend une option pour la qualification en s’imposant à Aguiléra 14 à 6 alors que les Anglais effectuent un début de championnat catastrophique (quatre défaites en autant de rencontres). Rapidement privé de son buteur Stuart Legg sorti blessé, les Biarrots sont étouffés par les hommes du capitaine Dan Lyle.
La semaine suivante, le BO ne parvient pas à ramener mieux qu’un match nul du Myreside Stadium d’Édimbourg (6-6) après un âpre duel de buteurs entre Legg et Hodge. Les Biarrots sont englués à la dernière place et compromettent leurs chances de rattraper leur faux-pas initial. La double confrontation avec Swansea est déjà décisive : malgré un essai de Milhères, les Biarrots sont punis par la botte d'Arwel Thomas et s’inclinent à St Helen's 15 à 10 ; ils voient Bath, toujours invaincu, creuser l’écart en tête de la poule. Au retour, le BO prend sa revanche 24 à 15 une semaine plus tard mais compte toujours 5 points de retard sur le leader.
Les chances de qualification sont infimes mais le BO s’impose avec la manière face aux Reivers en janvier pour le premier match de l’année 2020 (45 à 14) avec sept essais inscrits. Invaincu, Bath ne peut cependant plus être rattrapé et le BO s’incline lourdement au Recreation Ground 31 à 13 dans une rencontre sans enjeu durant laquelle il perd Julien Peyrelongue, gravement blessé à la cheville. Terminant à la deuxième place de la poule avec deux victoires et un nul pour trois défaites, le BO est éliminé.
Classement
| Équipe              | Pts | J | V | N | D | EM | EE | PM  | PE  | Δ    |
| ------------------- | --- | - | - | - | - | -- | -- | --- | --- | ---- |
| Bath Rugby          | 12  | 6 | 6 | 0 | 0 | 16 | 2  | 161 | 56  | +105 |
| Biarritz olympique  | 5   | 6 | 2 | 1 | 3 | 11 | 7  | 104 | 95  | +9   |
| Swansea RFC         | 4   | 6 | 2 | 0 | 4 | 2  | 12 | 92  | 142 | -50  |
| Reivers d'Édimbourg | 3   | 6 | 1 | 1 | 4 | 6  | 14 | 82  | 146 | -64  |

### Coupe de la Ligue
Le format de la compétition change par rapport à la saison précédente : chaque tour est éliminatoire,  les seizièmes de finale se jouant en matchs aller et retour, et le tableau est construit en fonction de la situation géographique des clubs pour favoriser les rencontres entre équipes voisines. La compétition se déroulant pendant les trêves internationales et ne donnant pas droit à une qualification en Heineken Cup, elle est surtout l’occasion de faire évoluer des joueurs en manque de temps de jeu.
Le BO affronte son voisin bayonnais, pensionnaire de deuxième division, pour son entrée dans la compétition. A l’aller à domicile, avec une équipe remaniée, les Biarrots largement favoris ne s’imposent que d’un point à la surprise générale (17 à 16). Le match retour n’est cependant qu’une formalité pour les Biarrots qui alignent leur équipe type et inscrivent huit essais à Jean-Dauger, dont 31 points de Legg.
En huitième de finale, le BO s’impose largement face à la Section paloise à Aguiléra 42 à 26, puis gagne à l’arrachée à Dax en quarts de finale (15 à 9). En demi-finale contre le Stade toulousain à Aguiléra, les rouges et blancs dominent une partie enlevée par 32 à 27. En finale, le BO affronte La Rochelle à Marcel-Deflandre. Les locaux s’imposent 23 à 19 dans une partie où les Biarrots perdent Joe Roff, victime d’une fracture du nez.

## Joueurs et encadrement technique

### Encadrement technique
Patrice Lagisquet (arrières) et Laurent Rodriguez (avants) entraînent l'équipe. Ils sont assistés des préparateurs physiques Olivier Rieg, Isabelle Patron et Jean-Michel Kaempf.

### Effectif professionnel
Au lancement de la saison 2001-2002, le Biarritz olympique totalise un nombre de 45 joueurs sous contrat professionnel ou espoir. 30 d'entre eux étaient présents dans le groupe lors de la saison précédente.
Neuf des joueurs de l'effectif sont issus des filières de formation biarrotes (Olivier Nauroy, Philippe Bidabé, Michel Irazoqui, Laurent Diaz, Julien Saubade, Franck Macia, Bruno Gallais, Kevin Moult-Lafaille, Lionel Urruty). 
Le capitaine désigné à l'intersaison demeure Jean-Michel Gonzalez, comme la saison précédente. Au cours de la saison, il est suppléé par Christophe Milhères, Thomas Lièvremont, Nicolas Morlaes et Michel Irazoqui.
| Nom                      | Poste                  | Date de naissance | Nationalité sportive | Sélections (PM) | Club précédent     | Arrivée au club | Formé au club |
| ------------------------ | ---------------------- | ----------------- | -------------------- | --------------- | ------------------ | --------------- | ------------- |
| Denis Avril              | Pilier                 | 31 octobre 1972   | France               | -               | Stade niortais     | 1996            | -             |
| Christophe Dabadie       | Pilier                 | 22 avril 1970     | France               | -               | Stade rochelais    | 2000            | -             |
| Michel Irazoqui          | Pilier                 | 27 février 1970   | France               | -               | -                  | -               | oui           |
| Maurice Fitzgerald       | Pilier                 | 14 février 1976   | Angleterre           | -               | Richmond FC        | 1999            | -             |
| Emmanuel Ménieu          | Pilier                 | 23 juillet 1969   | France               | -               | AS Montferrand     | 2000            | -             |
| Sotele Puleoto           | Pilier                 | 30 octobre 1967   | France               | -               | CA Brive           | 1996            | -             |
| Patrick Sallaberry       | Pilier                 | 20 juin 1977      | France               | -               | Anglet ORC         | 1999            | -             |
| Noël Curnier             | Talonneur              | 6 février 1977    | France               | -               | CA Brive           | 2001            | -             |
| Bruno Gallais            | Talonneur              | 17 octobre 1980   | France               | -               | -                  | -               | oui           |
| Jean-Michel Gonzalez     | Talonneur              | 10 octobre 1967   | France               | 35 (5)          | Section paloise    | 1998            | -             |
| Franck Macia             | Talonneur              | 22 mars 1979      | France               | -               | -                  | -               | oui           |
| Bertrand Aurignac        | Deuxième ligne         | 5 octobre 1979    | France               | -               | Section paloise    | 2001            | -             |
| Legi Matiu               | Deuxième ligne         | 17 janvier 1969   | France               | 2 (0)           | RC Toulon          | 1996            | -             |
| Olivier Nauroy           | Deuxième ligne         | 14 juillet 1975   | France               | -               | -                  | -               | oui           |
| Samuel Nouchi            | Deuxième ligne         | 1er avril 1975    | France               | -               | RC Toulon          | 2000            | -             |
| Olivier Roumat           | Deuxième ligne         | 16 juin 1966      | France               | 62 (20)         | Stade Français     | 1998            | -             |
| Pavel Stastny            | Deuxième ligne         | 6 février 1980    | République tchèque   | -               | République tchèque | 2001            | -             |
| Jean-Philippe Versailles | Deuxième ligne         | 10 mars 1969      | France               | -               | AS Montferrand     | 1997            | -             |
| Serge Betsen             | Troisième ligne aile   | 25 mars 1974      | France               | 3 (0)           | CS Clichy          | 1992            | -             |
| Didier Chouchan          | Troisième ligne aile   | 19 mars 1977      | France               | -               | RC Nîmes           | 2000            | -             |
| Serge Gestas             | Troisième ligne aile   | 13 avril 1979     | France               | -               | Peyrehorade Sports | 2000            | -             |
| Scott Keith              | Troisième ligne centre | 20 août 1967      | Nouvelle-Zélande     | ? (?)           | Stade français     | 1999            | -             |
| Marc Lièvremont          | Troisième ligne aile   | 28 octobre 1968   | France               | 25 (25)         | Stade français     | 2000            | -             |
| Thomas Lièvremont        | Troisième ligne centre | 6 novembre 1973   | France               | 22 (10)         | USA Perpignan      | 2000            | -             |
| Christophe Milhères      | Troisième ligne aile   | 3 janvier 1972    | France               | 1 (0)           | US Dax             | 1996            | -             |
| Kevin Moult-Lafaille     | Troisième ligne aile   |                   | France               | -               | -                  | -               | oui           |
| Thomas Soucaze           | Troisième ligne centre | 6 juin 1982       | France               |                 | Section paloise    | 2001            | -             |
| Sébastien Bonnet         | Demi de mêlée          | 2 novembre 1974   | France               | -               | Stade aurillacois  | 2000            | -             |
| Joseph Ilharreguy        | Demi de mêlée          | 11 octobre 1978   | France               | -               | Stade toulousain   | 2001            | -             |
| Nicolas Morlaes          | Demi de mêlée          | 3 octobre 1978    | France               | -               | Castres olympique  | 1999            | -             |
| Laurent Lageyre          | Demi d'ouverture       | 22 mai 1975       | France               | -               | US Tours           | 2001            | -             |
| Laurent Mazas            | Demi d'ouverture       | 19 décembre 1970  | France               | 2 (0)           | US Colomiers       | 1996            | -             |
| Julien Peyrelongue       | Demi d'ouverture       | 2 avril 1981      | France               | -               | Peyrehorade Sports | 2000            | -             |
| Guillaume Boussès        | Centre                 | 12 octobre 1981   | France               | -               | Stade toulousain   | 2001            | -             |
| Jean-Emmanuel Cassin     | Centre                 | 29 février 1980   | France               | -               | Toulouse XIII      | 2001            | -             |
| John Isaac               | Centre                 | 11 mars 1972      | Australie            | -               | East Rugby Club    | 2000            | -             |
| Joe Roff                 | Centre                 | 20 septembre 1975 | Australie            | 69 (148)        | ACT Brumbies       | 2001            | -             |
| Lionel Urruty            | Centre                 | 7 septembre 1981  | France               | -               | -                  | -               | oui           |
| Bixente Artola           | Ailier                 | 29 septembre 1978 | France               | -               | Stade hendayais    | 1998            | -             |
| Philippe Bernat-Salles   | Ailier                 | 17 février 1970   | France               | 41 (130)        | Section paloise    | 1998            | -             |
| Philippe Bidabé          | Ailier                 | 13 janvier 1978   | France               | -               | -                  | -               | oui           |
| Clerc                    | Ailier                 |                   | France               | -               | -                  | -               | oui           |
| Stuart Legg              | Ailier                 | 27 septembre 1975 | Angleterre           | -               | Newcastle Falcons  | 2000            | -             |
| Steeve Sargos            | Ailier                 | 23 décembre 1979  | France               | -               | -                  | -               | oui           |
| Julien Saubade           | Ailier                 | 5 novembre 1983   | France               | -               | -                  | -               | oui           |
| Nicolas Brusque          | Arrière                | 7 août 1976       | France               | 1 (0)           | Section paloise    | 2001            | -             |
| Laurent Diaz             | Arrière                | 8 novembre 1980   | France               | -               | -                  | -               | oui           |

### Statistiques individuelles
Le joueur le plus utilisé de l'effectif en Top 16 est le pilier Denis Avril, qui participe à la totalité des 22 rencontres dont 21 en tant que titulaire, totalisant 1 723 minutes sur le terrain. Toutes compétitions confondues, les cinq joueurs les plus utilisés sont Christophe Milhères (2249 minutes), Nicolas Brusque (2210), John Isaac (2206), Jean-Michel Gonzalez (2157) et Denis Avril (2062).
L'ailier Stuart Legg est le meilleur réalisateur du club en championnat avec 193 points à son actif (dont un essai, soit 188 points au pied), devant Joe Roff (137 points, dont 122 au pied). Toutes compétitions confondues, il inscrit 282 points dont 257 au pied. 
Philippe Bernat-Salles, avec 9 essais inscrits en Top 16, termine meilleur marqueur du club en championnat devant Nicolas Brusque (7 essais) et John Isaac (6 essais). Toutes compétitions confondues, les deux Béarnais sont ex-æquo avec 10 réalisations chacun, suivis de John Isaac (7), Didier Chouchan et Philippe Bidabé (6).

### Joueurs en sélection nationale
Au cours de la saison 2001-2002, deux Biarrots sont sélectionnés en Équipe de France : Serge Betsen et Nicolas Brusque. Le troisième ligne participe à la tournée d'automne (il entre en jeu contre l'Afrique du Sud puis est titulaire contre l'Australie et les Fidji, avec deux essais inscrits à la clé lors du dernier match) puis au Tournoi des VI Nations. Titulaire lors de chaque rencontre, il inscrit un essai contre l'Italie et un doublé contre l'Irlande, et marque notamment les esprits en étant élu homme du match contre le Pays de Galles (avec un record de 27 plaquages) et l'Angleterre après une prestation majuscule face à Jonny Wilkinson. Il est rejoint par Nicolas Brusque pour la deuxième journée : l'arrière, de retour en sélection près de cinq ans après son premier match en bleu, est titulaire lors des quatre derniers matchs, inscrivant un doublé contre l'Irlande. Les deux Biarrots participent donc amplement au Grand Chelem des Bleus.
Joe Roff participe à la tournée d'automne avec l'Australie : remplaçant contre l'Angleterre, il joue contre la France, le Pays de Galles, l'Espagne et Oxford.
Le 17 novembre 2001 au stade Vélodrome de Marseille, pour la première fois de l'histoire du club deux joueurs biarrots s'affrontent lors d'une rencontre internationale : Serge Betsen pour la France et Joe Roff pour l'Australie (victoire française 14 à 13).
En Équipe de France A, Didier Chouchan (Pays de Galles, Angleterre, Ecosse) et Denis Avril (Angleterre) participent à la victoire des Bleus dans le Tournoi des VI Nations.
En Équipe de France des moins de 21 ans, Thomas Soucaze (Italie, Pays de Galles, Angleterre, Ecosse, un essai inscrit contre l'Italie), Julien Peyrelongue (Irlande) et Guillaume Boussès (Pays de Galles, Angleterre, Ecosse) remportent également le Grand Chelem. Enfin, Jean-Emmanuel Cassin (Pays de Galles, Angleterre, un essai inscrit contre les Anglais) et Bertrand Aurignac (Angleterre, Ecosse) gagnent le Tournoi avec l’Équipe de France universitaire.
Pour la tournée d'été qui conclut la saison, le club, auréolé de son titre de champion de France, est bien représenté : Serge Betsen (qui dispute les trois rencontres contre l'Argentine et l'Australie),  et Nicolas Brusque (Argentine et le deuxième test contre les Wallabies, il inscrit un essai contre les Pumas) avec le XV de France, Didier Chouchan et Denis Avril avec France A contre leurs homologues australiens (Chouchan est titulaire lors du premier test, Avril lors du deuxième). 
Thomas Soucaze et Guillaume Boussès (un essai contre l'Irlande) participent à la Coupe du Monde des moins de 21 ans, terminant à la cinquième place de la compétition.

## Aspects juridiques et économiques

### Structure juridique et organigramme
| Direction | Administratif | Sportif |
| --- | --- | --- |
| - Président : Marcel Martin - Président de l'association omnisports : Roland Héguy - Président de la section amateur : Peio Claverie - Vice-président : Michel Bonnemaison - Membres du bureau : Serge Blanco, Bernard Forestier | - Secrétaire général : Bernard Lejeune - Responsable partenariat : Georges Salle - Responsable communication : Louis Vialle - Trésorier : Henri Salle | - Entraîneurs : Patrice Lagisquet et Laurent Rodriguez - Manager : Georges Darrieumerlou - Coordinateur technique : Maurice Lesgourgues - Préparateurs physiques : Jean-Michel Kaempf, Isabelle Patron, Olivier Rieg - Médecin : Jean-Louis Rebeyrolle - Intendance : Jean-Baptiste Arla, Jean Barbertéguy, Bernard Laborde |

### Tenues, équipementiers et sponsors
Le Biarritz olympique est équipé par la marque Serge Blanco.
L'équipe évolue avec trois jeux de maillots identiques à ceux de la saison précédente :
- Un maillot rouge sur la partie supérieure et blanc sur la partie inférieure. Le short et les chaussettes sont uniformément rouges. Cette tenue est portée à 25 reprises.
- Un maillot noir avec la manche droite blanche et la manche gauche rouge. Le short et les chaussettes sont uniformément noires. Cette tenue est portée à 5 reprises.
- Un maillot blanc avec la manche droite verte et la manche gauche rouge. Le short et les chaussettes sont uniformément blancs. Cette tenue est portée à 4 reprises.

L’unique sponsor apparaissant sur le maillot est Cap Gémini, entreprise présidée par Serge Kampf.

## Affluence au stade
En Top 16, 81 500 entrées ayant été enregistrées pour les 10 rencontres de championnat du Biarritz olympique au Parc des Sports d'Aguiléra, l'affluence moyenne du club à domicile est de 8 150 spectateurs, soit un taux de remplissage de 68 % (en hausse de 20% en comparaison avec la moyenne de 5 700 entrées comptabilisée la saison précédente en championnat).
En Heineken Cup, 13 500 entrées ont été enregistrées en trois rencontres, soit une moyenne de 4 500 spectateurs (en baisse de 5% en comparaison avec la moyenne de 5 200 entrées comptabilisée la saison précédente en Coupe d'Europe). 
En Coupe de la Ligue, 6 000 entrées ont été enregistrées en trois rencontres, soit une moyenne de 2 000 spectateurs (en baisse de 1% en comparaison avec la moyenne de 2 100 entrées comptabilisée la saison précédente en Coupe de la Ligue).
Le record d'affluence de la saison à domicile est réalisé lors de la première journée des play-offs contre le SU Agen avec 12 000 spectateurs environ.
Au début de la saison 2001-2002, le Biarritz olympique dénombre 2 300 abonnés.
Affluence à domicile (Parc des Sports d’Aguiléra)

## Extra-sportif

### Stade
Durant l’intersaison estivale, le stade Aguiléra fait l’objet de travaux de rénovation : la pelouse, la billetterie et l’éclairage sont améliorés, tandis que les vestiaires sont rénovés sur le terrain annexe Bendern. Le club négocie également la rénovation de la tribune Coubertin avec la mairie de Biarritz pour des travaux prévus lors de la saison 2002-2003 : la Ville s'engage en décembre 2001 à investir un montant d'1,5 million d'euros pour améliorer les infrastructures (salle de musculation, locaux administratifs, tribune de presse, boutique, salon des partenaires, infirmerie, salle vidéo, nouveaux vestiaires).

### Partenariats
Le 22 septembre 2001, le BO signe une charte avec plusieurs clubs amateurs du Pays basque permettant des entraînements délocalisés sur les terrains des clubs signataires et des invitations à destination des écoles de rugby pour les matchs à Aguiléra. Les clubs signataires sont les suivants : Anglet olympique, Hemak-Hor Arcangues, Elgarrekin Ascain, Avenir de Barcus, Bidart Union Club, Boucau-Tarnos Stade, US Cambo, Ciboure Omnisports, Hasparren AC, AS Menditte, US Mouguerre, Saint-Jean-de-Luz Olympique, US Saint-Palais, Saint-Pée UC, Sarako Izarra et US Urrugne.